# Три Озера
Три Озера (тат. Өч күл) — село в Спасском районе республики Татарстан. Является административным центром Трёхозерского сельского поселения.
Население около 580 человек (2014), преимущественно русские.
Расположено в 6 км к югу от Болгара и в 95 км от Казани, в 75 км к северо-востоку от Ульяновска. Рядом с селом проходит автодорога Болгар — Старая Майна (на Ульяновск).

## История
Считается, что первое упоминание о трёх озёрах, существовавших в государстве Волжская Булгария, содержится в «Записке» Ахмеда ибн-Фадлана, который 12 мая 922 года прибыл в ставку правителя болгар Алмуша. Однако, исправленная[кем?][зачем?] реконструкция маршрута багдадского посольства показывает, что ибн Фадлан на территории современного Татарстана не был. Таким образом, если ставка правителя волжских булгар и располагалась у трёх озёр, то десятилетиями позже, после переселения булгар из Прикаспия на новую родину — территорию Волжской Булгарии. Данная трактовка снимает противоречия между текстом ибн Фадлана («Когда мы прибыли к царю, мы нашли его остановившимся у воды, называемой Хеллече, а это три озера, из которых два больших и одно поменьше. Однако, из всех их нет ни одного, в котором дно было бы достижимо») и местными реалиями[когда?]

 — небольшой глубиной озёр Атманское, Чистое и Курышевское, а также непонятной «зимней» этимологией названия местности (ср. чувашское, то есть позднесуварское[какое?] хĕл, хĕлле ‘зима’).
В 1691 году московскому дворянину Ивану Ивановичу Молоствову по грамоте Петра I были отписаны «в Казанском уезде в Закамской черте» от деревни Полянки на Утке до реки Бездны «дикие поля, порозжие земли, сенные покосы и леса». В ввозной грамоте упоминается и «урочище Три Озера», то есть, участок с озёрами, резко отличающийся от окружающей его местности. Со времён Волжской Булгарии здесь не было постоянного селения. В 1692 году сюда были переведены первые поселенцы — крепостные крестьяне Молоствовых из Нижегородского и Свияжского уездов, и село Три Озера полностью или частично принадлежало Молоствовым на протяжении последующих 226 лет — вплоть до 1918 года.
До 1920 года село являлось центром Трёх-Озёрской волости Спасского уезда Казанской губернии, затем оно было в составе Спасского кантона ТАССР, а с 10 августа 1930 года — в Спасском районе. В 1920 году село насчитывало 3205 жителей, в 1926—2635. В 1930-х годах местных крестьян объединили в два колхоза — «Красное озеро» и имени М.Фрунзе, в 1957-м создали единый совхоз «Трёхозёрский», а в 1997-м его сменил СХПК «Трёхозёрский». В советское время население постоянно уменьшалось, и в 1989 году здесь осталось всего 712 жителей. В настоящее время в селе проживает 573 человека, работает средняя школа, дом культуры, библиотека. В 1999 году возобновились богослужения в церкви, закрытой большевиками ещё в 1932-м и использовавшейся долгие годы в качестве мельницы и зернохранилища. Местные энтузиасты смогли восстановить и внешний облик, и интерьер старинного храма.

## Достопримечательности
Главной достопримечательностью села во все времена были озёра. Их исторические названия зафиксированы в «Списке населённых мест Казанской губернии» за 1859 год — Атманское, Чистое и Курышевское. В советские времена озёра стали именоваться Атаманское, Чистое и Безымянное. В 1978 году озёра были объявлены памятниками природы республики и внесены в кадастр особо охраняемых природных территорий. В материалах состоявшейся в 2009 году в Камском Устье всероссийской спелеологической конференции отмечено, что три глубоких озера, описанные в X веке арабским путешественником Ахмедом ибн-Фадланом, имеют карстовое происхождение. Это означает, что котловина озера образуется в результате размывания горных пород одновременно поверхностными и подземными водами. Участники конференции подчеркнули также, что это первое письменное упоминание карстовых явлений на территории России. Однако в некоторых источниках встречается ошибочная версия искусственного происхождения этих озёр. Она могла возникнуть потому, что помещики Молоствовы не раз расширяли границы озёр, используя для этого ручной труд своих крестьян, и в некоторых архивных документах остались сведения, что озёра копаные. Но питаются они за счёт атмосферных осадков, грунтовых и подземных вод.
Атманское (Атаманское) озеро
Атманское (Атаманское) озеро расположено в северо-западной части села. До революции самая крайняя улица здесь в народе называлась Атманки (современная Садовая), от которой стали именовать и озеро. Предположительно, слово «атманки» в народных говорах означало расположенную на отшибе улочку. Слово «атаман» к происхождению названия отношения не имеет. По официальным данным, площадь водного зеркала Атманского озера — 14 га, объём — 113 тыс. м³, длина — 500 м, максимальная ширина — 380 м, средняя глубина — 0,8 м, максимальная глубина — 1,8 м. Форма овальная, вода жёлтого цвета, без запаха, очень мутная, маломинерализованная.
Чистое озеро
Чистое озеро находится в центре, у Христо-Рождественской церкви. Название изначально дано в связи с более прозрачной, чистой по сравнению с другими озёрами, водой. Объясняется это тем, что талые воды с полей всегда поступали сюда из Атманского озера уже несколько отстоявшимися. Кроме того, Чистое озеро — самое глубокое, не заиленное, и в нём наиболее активно происходит процесс пополнения его подземными водами. По официальным данным, площадь водного зеркала Чистого озера — 13 га, объём — 220 тыс. м³, длина — 640 м, ширина — 380 м, средняя глубина — 2,0 м.
Курышевское (Безымянное) озеро

Курышевское (Безымянное) озеро расположено в южной части села. Словом «курыш» (с ударением на «ы») в старину в России называли индюков, которых, возможно, разводили местные крестьяне, в связи с чем улочка здесь могла получить в народе название Курыши, а озеро рядом с ними — Курышевское. Старожилы помнят и название Курмыш по отношению к этой части села, означавшее ряд изб, одну сторону улицы, так что и это слово могло дать озеру название. Безымянным оно стало в советские времена, когда в народной памяти стёрлись многие дореволюционные названия. По официальным данным, площадь водного зеркала Курышевского озера — 10,4 га, объём — 135 тыс. м³, длина — 480 м, максимальная ширина — 410 м, средняя глубина — 1,3 м, максимальная глубина — 1,9 м. Вода слабоминерализованная, очень мягкая, слабомутная, жёлтого цвета, без запаха, гидрокарбонатно-сульфатно-кальциевого типа.

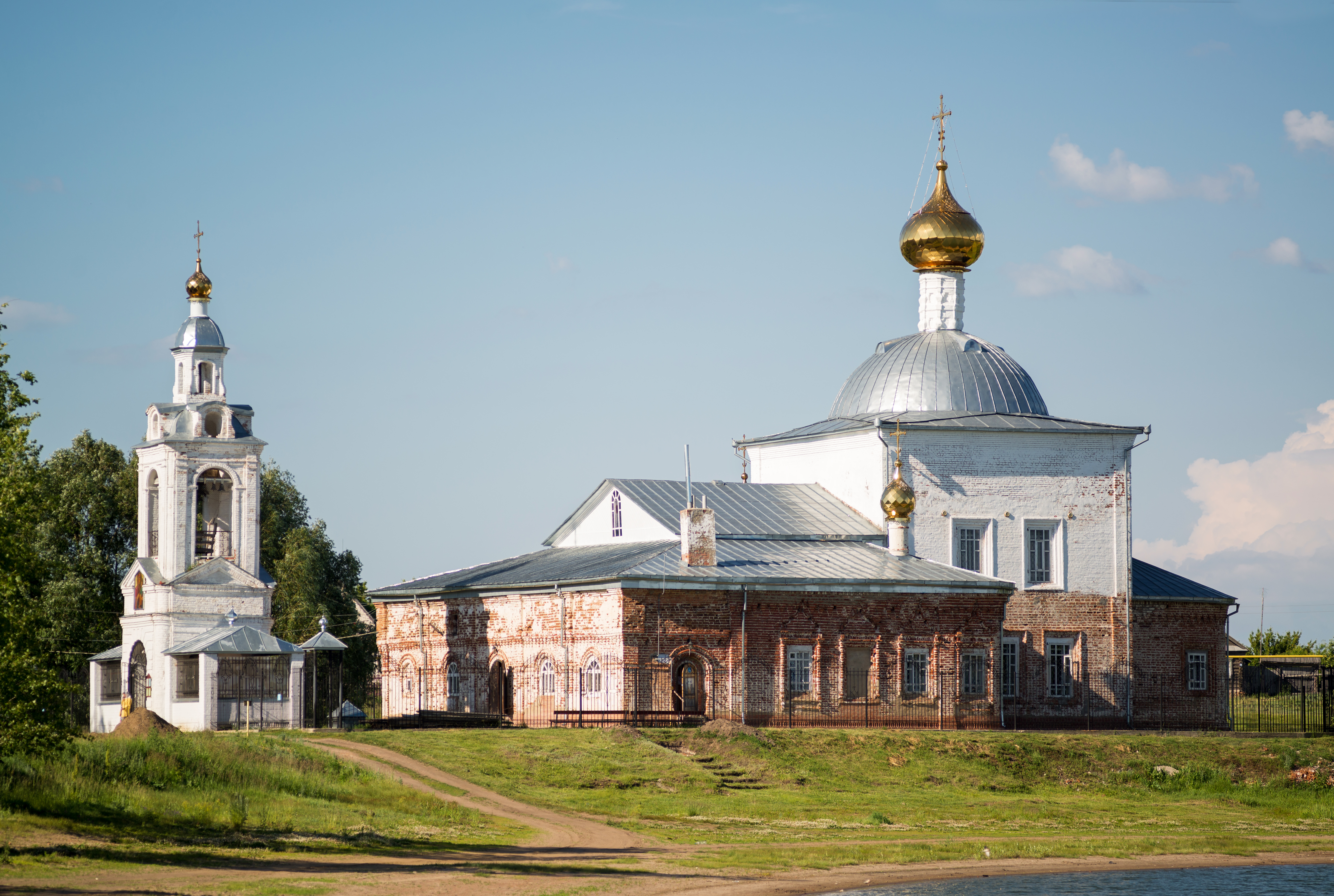
Церковь Христо-Рождественская, с. Три Озера.
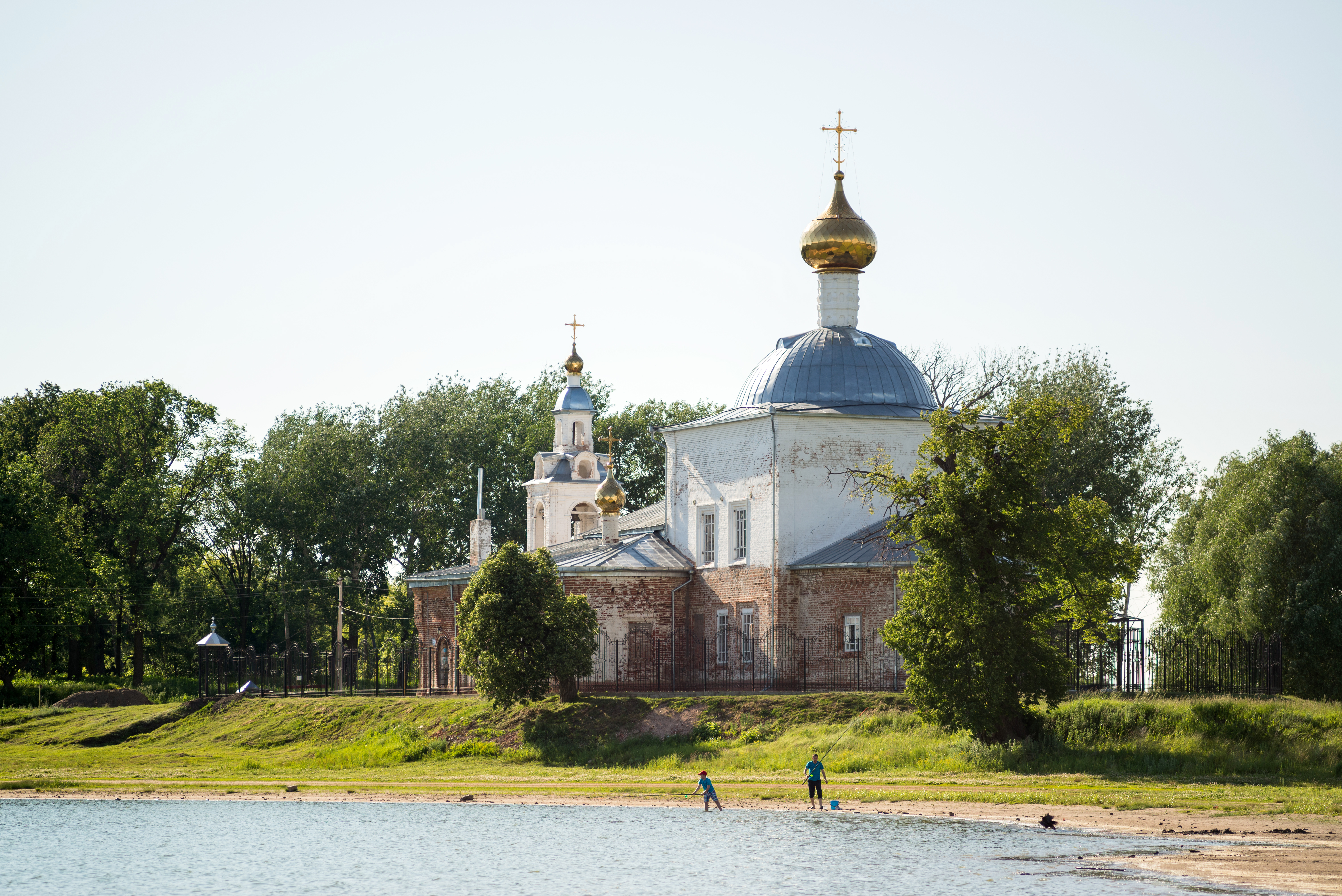
Вид на Христо-Рождественскую церковь, с. Три Озера.
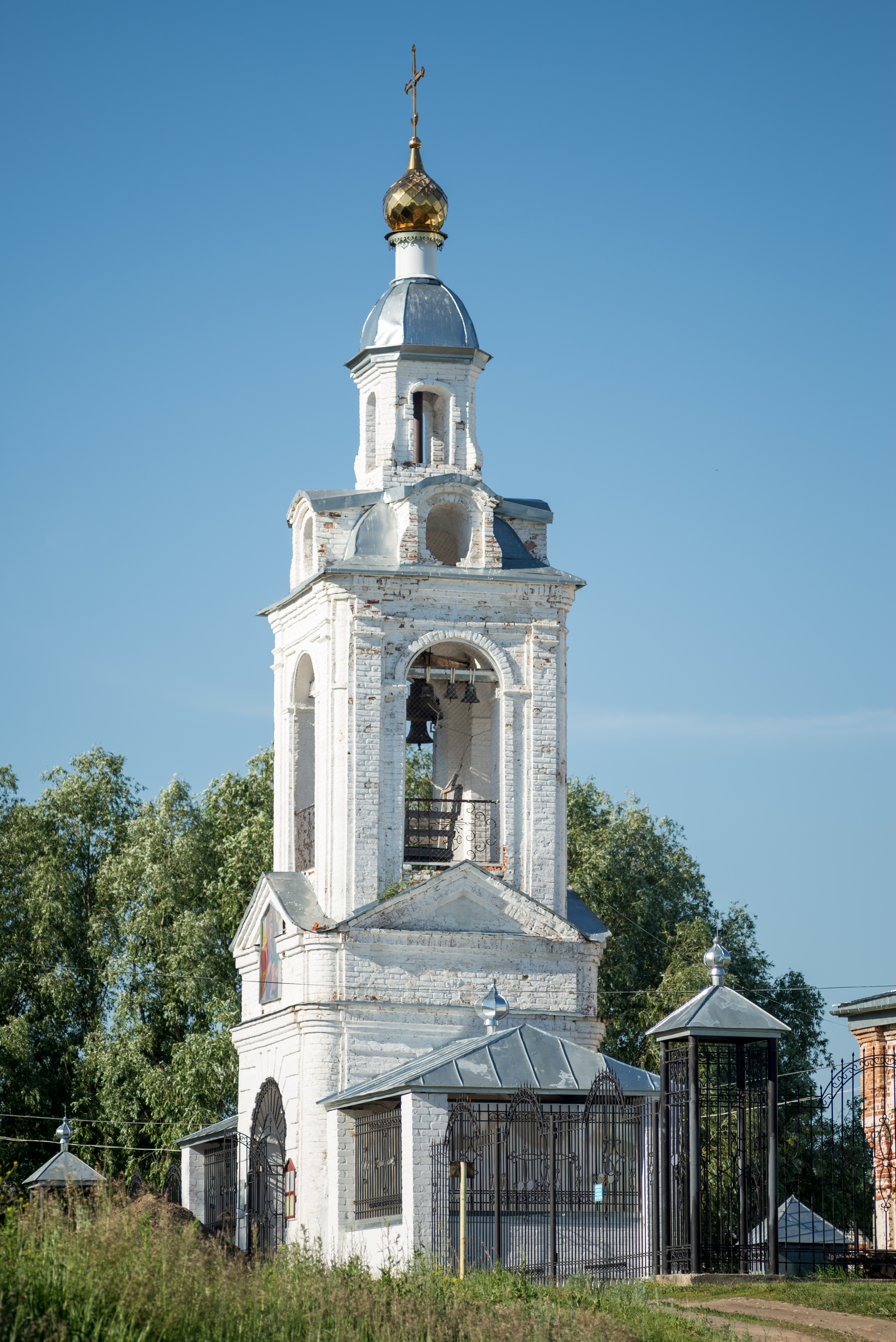
Колокольня Христо-Рождественской церкви.